# Resolution 528 des UN-Sicherheitsrates
Die Resolution 528 des UN-Sicherheitsrates, angenommen am 21. Dezember 1982, beschloss, die arabische Sprache als weitere Arbeitssprache des Sicherheitsrates aufzunehmen.
Einzelheiten zum Abstimmungsverhalten wurden nicht veröffentlicht.